# Бану Лахм
Бану Лахм је велико арапско племе које води своју линију порекла до Кахтана, које је међу многим достигнућима створило арапско краљевство у Ал Хиру, близу модерне Куфе, у Ираку. Ово краљевство је деловало као тампон зона између Арабије и Персијског царства, спречавајући бедуинске арапске племене да се инфилтрирају у персијске земље.

## Родослов
Бану Лахм, или Лахмиди, су потомци Малик (Маликус) бин Удај бин ел Харит (Арета) бин Мрр бин Ад бин Зајед бин Јашјуб бин Ореб бин Зајед бин Кахлан бин Саба бин Кахтан, и представљају кахтанитско јеменско арапско племе.

## Лахмидске насеобине
Њиховим краљевством у Ал-Хири владао је Бану Наср (Кућа Насра).

## Познате лахмидске породице, емирати и личности
Поред Лахмидског краљевства Хире и његових краљева, постоје и други значајни Лахмиди:
- Муса Бин Нусаир, генерал Омејада и администратор Андалуза
- Имам Абдул-Рахман бин Амр бин Абдулах бин Шафван Ел Насри (Абу Зара ел Димашки)
- Имам Ел Лахми
- Бану Убад, господари Севиље и Бани Бахр.
- Породица Намна у Јордану, Израелу, на Западној обали и Египту
- Породица Абадид у Ал-Андалузу
- Гамал Абдел Насер је био из племена Бану Мур, које потиче од Бану Лахма.[1]

Већина Друза у Џабал ел дурузу у Либану тврди да потиче из Лахма. Можда је најпознатији међу њима либански историчар и писац емир Шакиб Арслан. Лахмиди такође постоје у великом броју у Ираку, Јемену и Оману.